# Swedish American Line
La Swedish America Line (in svedese Svenska Amerika Linien), acronimo SAL, era una compagnia di navigazione svedese fondata a Göteborg nel 1914.

## Storia
Sorse nel dicembre 1914 come Rederiaktiebolaget Sverige-Nordamerika e i suoi fondatori furono gli armatori Wilhelm Lundgren e Dan Broström. Il 1° ottobre 1915 la compagnia acquistò la sua prima nave, il piroscafo olandese Potsdam, ribattezzato Stockholm, che fece il suo primo viaggio in Nord America sulla rotta Göteborg-New York. Nel 1925 cambiò nome in Svenska Amerika Linien.
Con il varo della Gripsholm, la SAL mise in servizio uno dei primi transatlantici con motore diesel a partire dal 1925. Tre anni dopo entrò in servizio la nave gemella Kungsholm. Dopo la seconda guerra mondiale, il servizio di linea fu ripreso nel 1946. Nello stesso anno, SAL si fuse con Svenska Amerika Mexiko Linien (SAML) e ne rilevò le navi da carico. A causa dell'aumento del traffico aereo transatlantico, SAL interruppe il servizio passeggeri nel 1975 e anche l'ultima nave container fu venduta nel 1986.